# Niccan Horowic
Niccan Horowic (hebr.: ניצן הורוביץ, ang.: Nitzan Horowitz, ur. 24 lutego 1965 w Izraelu) – izraelski prawnik, dziennikarz i polityk, w latach 2009–2015 poseł do Knesetu. Od 2019 przewodniczący Merecu. Od czerwca 2021 Minister Zdrowia w rządzie Naftali Bennetta.
W wyborach parlamentarnych w 2009 po raz pierwszy dostał się do izraelskiego parlamentu. Zasiadał w Knesetach XVIII i XIX kadencji.